# 睇魚岩頂
22°22′36″N 114°22′28″E / 22.3766806°N 114.3744006°E
睇魚岩頂（英語：Tai Yue Ngam Teng）是香港的一座山峰，位於新界東部的西貢區，是西貢東郊野公園的一部分，海拔233米，西接西灣山，南至罾棚角。該山與同樣位於西貢的蚺蛇尖及釣魚翁山的山勢險峻，常被合稱為「西貢三尖」。

## 遠足路線
- 綠洲 Oasistrek - 睇魚岩頂的遠足路線 （页面存档备份，存于）
- 山上行 - 主頁 > 我的路徑 > 西貢 > 睇魚岩頂 （页面存档备份，存于）